# Rużyczanka
Rużyczanka (ukr. Ружичанка) – wieś na Ukrainie, w obwodzie chmielnickim, w rejonie chmielnickim, w hromadzie Rozsosza. W 2001 liczyła 1500 mieszkańców, spośród których 1477 wskazało jako ojczysty język ukraiński, 21 rosyjski, 1 polski, a 1 inny.